# Лилия родопская
Ли́лия родо́пская (лат. Lilium rhodopeum) — вид многолетних травянистых растений, входящий в род Лилия (Lilium) семейства Лилейные (Liliaceae).
Многолетнее травянистое растение. Стебель длиной 80—100 см. Луковица яйцевидная, светло-жёлтого цвета, длиной от 3,5 до 4,5 см. Соцветие — метёлка с 3—5 жёлтыми цветками с сильным запахом. Плод — коробочка — созревает в августе.
Произрастает только на лугах в центральной и восточной части Родопских гор на границе Болгарии и Греции. Растение встречается чаще в сосновых и буковых лесах на высоте от 80 до 2100 метров над уровнем моря. Цветёт в июне-июле.
С 1984 года вид классифицирован в Болгарии как редкий и находится под охраной. Также включён в Приложение I Бернской конвенции.